# Cebrones del Río
Cebrones del Río ist ein nordspanischer Ort und eine Gemeinde (municipio) mit 435 Einwohnern (Stand: 2024) im Süden der Provinz León in der Autonomen Gemeinschaft Kastilien-León. Neben dem gleichnamigen Hauptort gehören die Ortschaften San Juan de Torres und San Martín de Torres zur Gemeinde.

## Lage und Klima
Cebrones del Río liegt etwa 48 Kilometer südsüdwestlich von León in einer Höhe von etwa 760 m am Órbigo. Durch die Gemeinde führt die Autovía A-6. Das Klima ist gemäßigt bis warm; Regen (ca. 502 mm/Jahr) fällt überwiegend im Winterhalbjahr.

## Bevölkerungsentwicklung
| Jahr      | 1970 | 1981 | 1991 | 2001 | 2011 | 2021 |
| Einwohner | 1276 | 1003 | 830  | 680  | 547  | 422  |

## Wirtschaft
An erster Stelle im Wirtschaftsleben der Gemeinde steht traditionell die ursprünglich zur Selbstversorgung betriebene Landwirtschaft. Auf den Feldern wurden Weizen, Gerste, Wein etc. kultiviert; die Hausgärten lieferten Gemüse und Kartoffeln. 

## Sehenswürdigkeiten
- Brücke über den Órbigo
- Stefanskirche in Cebrones del Río
- Johanniskirche in San Juan de Torres

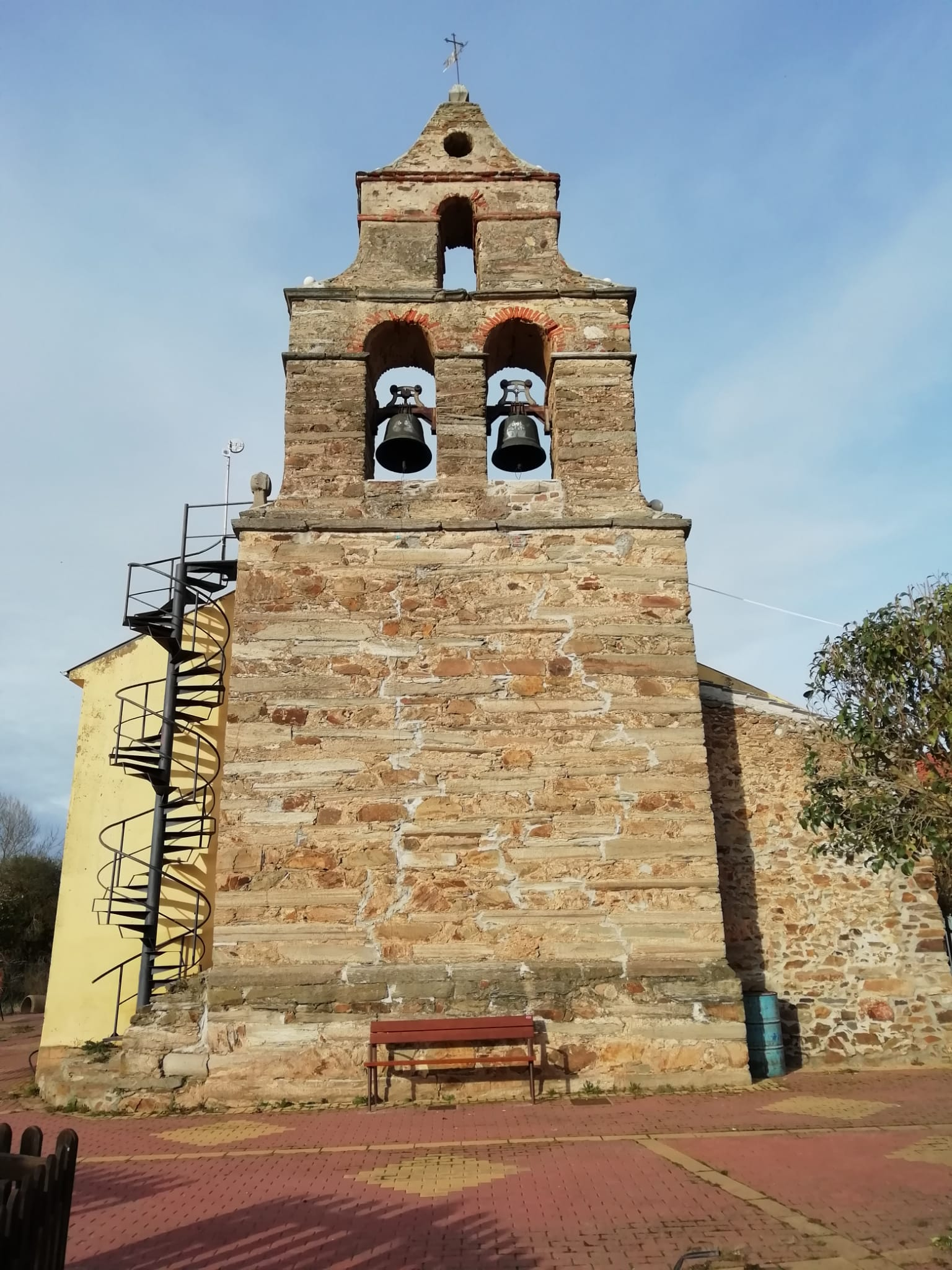
Johanniskirche
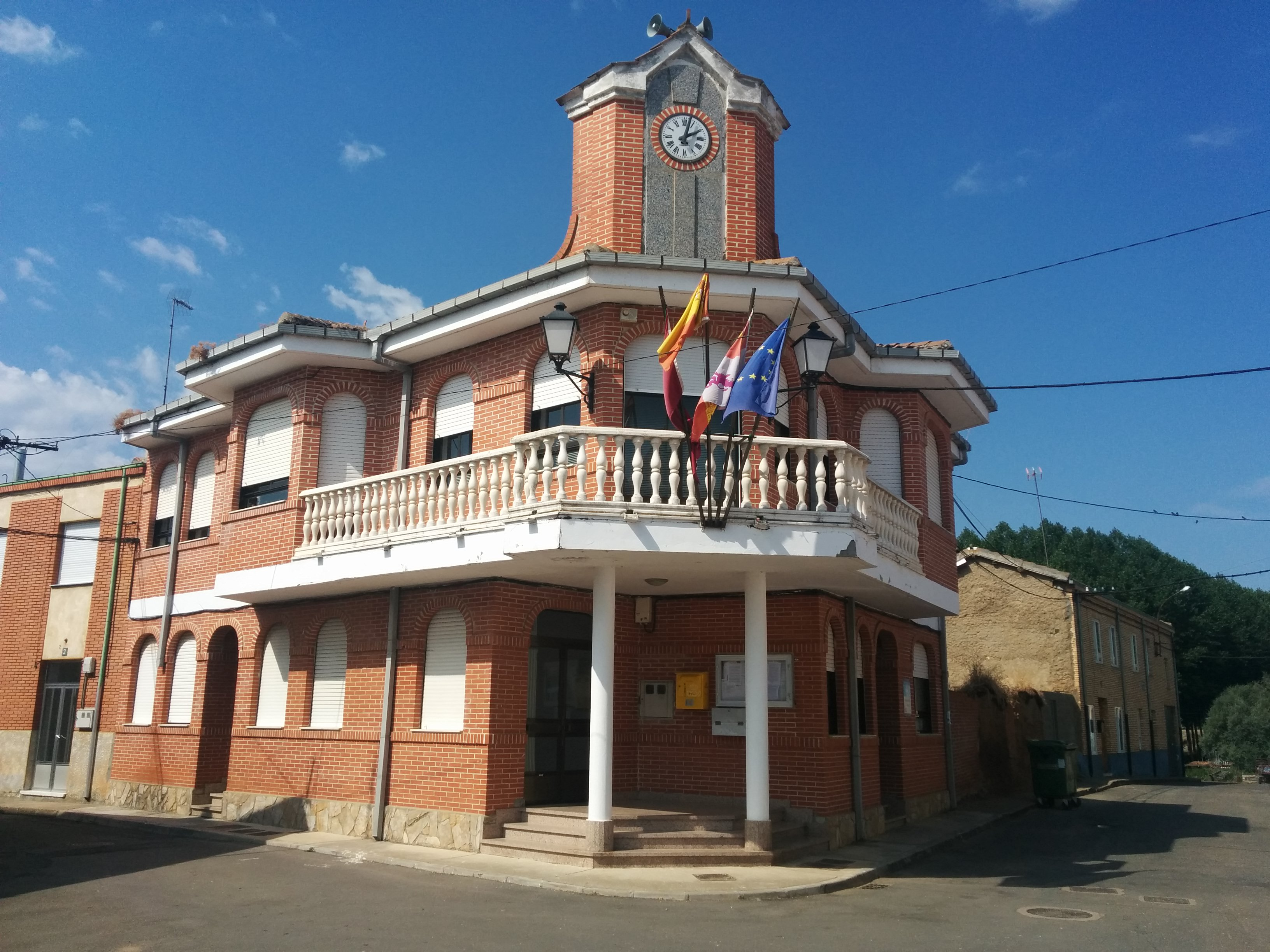
Rathaus